# Jéssica Quintino
Jéssica Da Silva Quintino (n. 17 aprilie 1991, în São Paulo) este o handbalistă din Brazilia care evoluează pe postul de extremă dreapta pentru clubul românesc CS Minaur Baia Mare și echipa națională a Braziliei. Anterior între 2021 și 2024, ea a evoluat pentru altă echipă românească HC Dunărea Brăila.
Quintino a evoluat pentru naționala de handbal feminin a Braziliei la Jocurile Olimpice de la Londra 2012 și Rio de Janeiro 2016, Campionatele Mondiale din 2011, 2015, 2017 și 2021.

## Palmares
- Campionatul Pan-American:
  -  Câștigătoare: 2011, 2013, 2015

- Liga Campionilor:
  - Sfertfinalistă: 2019
  - Optimi de finală: 2021
  - Grupe: 2015, 2016

- Cupa Cupelor:
  - Sfertfinalistă: 2015
  - Optimi de finală: 2016

- Liga Europeană:
  - Locul 4 (Turneul Final Four): 2024

- Cupa EHF:
  - Semifinalistă: 2020

- Cupa Challenge:
  - Turul 3: 2014

- Campionatul Poloniei:
  -  Câștigătoare: 2015, 2016
  -  Medalie de bronz: 2014

- Campionatul Danemarcei:
  -  Câștigătoare: 2021
  -  Medalie de argint: 2018, 2020
  -  Medalie de bronz: 2019

- Cupa Poloniei:
  -  Câștigătoare: 2014
  -  Medalie de bronz: 2016

- Cupa Danemarcei:
  -  Câștigătoare: 2020
  -  Medalie de argint: 2018, 2019

- Cupa României:
  -  Medalie de argint: 2024
  -  Medalie de bronz: 2023

- Supercupa României:
  -  Medalie de bronz: 2023

## Performanțe individuale
- Cea mai extremă dreapta la Campionatul Pan American de Handbal Feminin: 2017;